# Grallaria carrikeri
A Grallaria carrikeri a madarak osztályának verébalakúak (Passeriformes) rendjébe és a hangyászpittafélék (Grallariidae) családjába tartozó faj.

## Rendszerezése
A fajt Thomas S. Schulenberg és Morris D. Williams írták le 1982-ben.

## Előfordulása
Peru területén, az Andokban honos. Természetes élőhelyei a szubtrópusi és trópusi esőerdők.

## Megjelenése
Testhossza 19 centiméter, testtömege 96-124 gramm.

## Természetvédelmi helyzete
Elterjedési területe nem nagy, egyedszáma viszont stabil. A Természetvédelmi Világszövetség Vörös listáján nem fenyegetett fajként szerepel.